# MG Cars

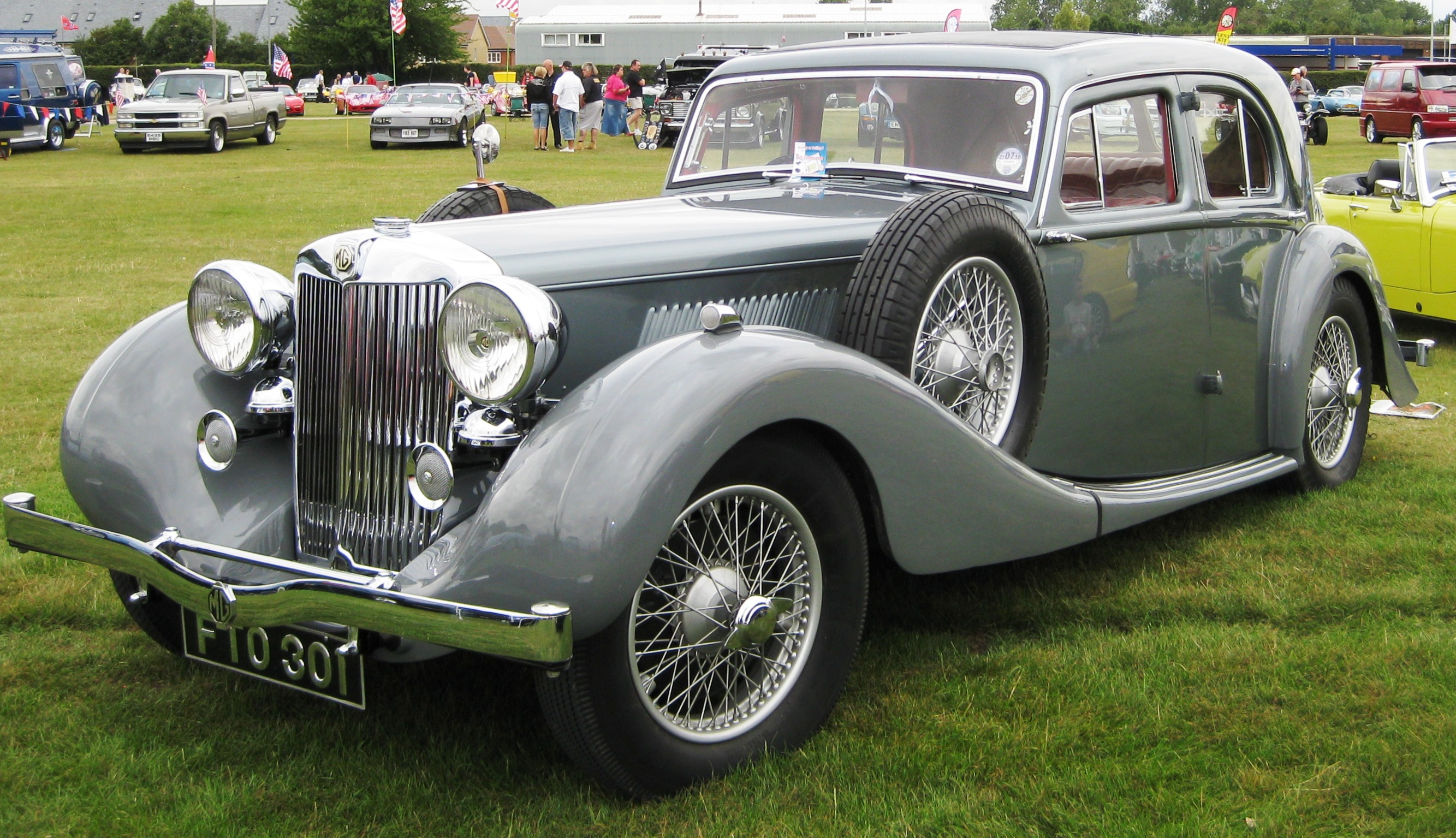
MG WA 2.6-litre sports saloon 1939

MG Car Company Limited (abans Morris Garages Limited) fou una companyia d'automòbils esportius britànica fundada als anys 1924 per William Morris.
Coneguda pels seus cotxes esportius descapotables de dos seients, MG també va produir sedans i cupès.